# Émetteur de Saint-Léger-le-Guérétois
L'émetteur de Saint-Léger-le-Guérétois ou émetteur du Maupuy, est un site de diffusion situé sur le Maupuy, à 5 km de Guéret et à 2 km de Saint-Léger-le-Guérétois; il est composé de 2 pylônes appartenant à TDF d'une hauteur respective de 200 mètres (haubané) et d'1 pylône exploité par Towercast, haut de 47 mètres. Ces installations diffusent principalement la TNT, la FM et le DAB+, mais elles sont aussi équipées de relais concernant la téléphonie mobile, les faisceaux hertziens, le haut débit et les communications mobiles privées (PMR).

## Pylônes TDF et Towercast

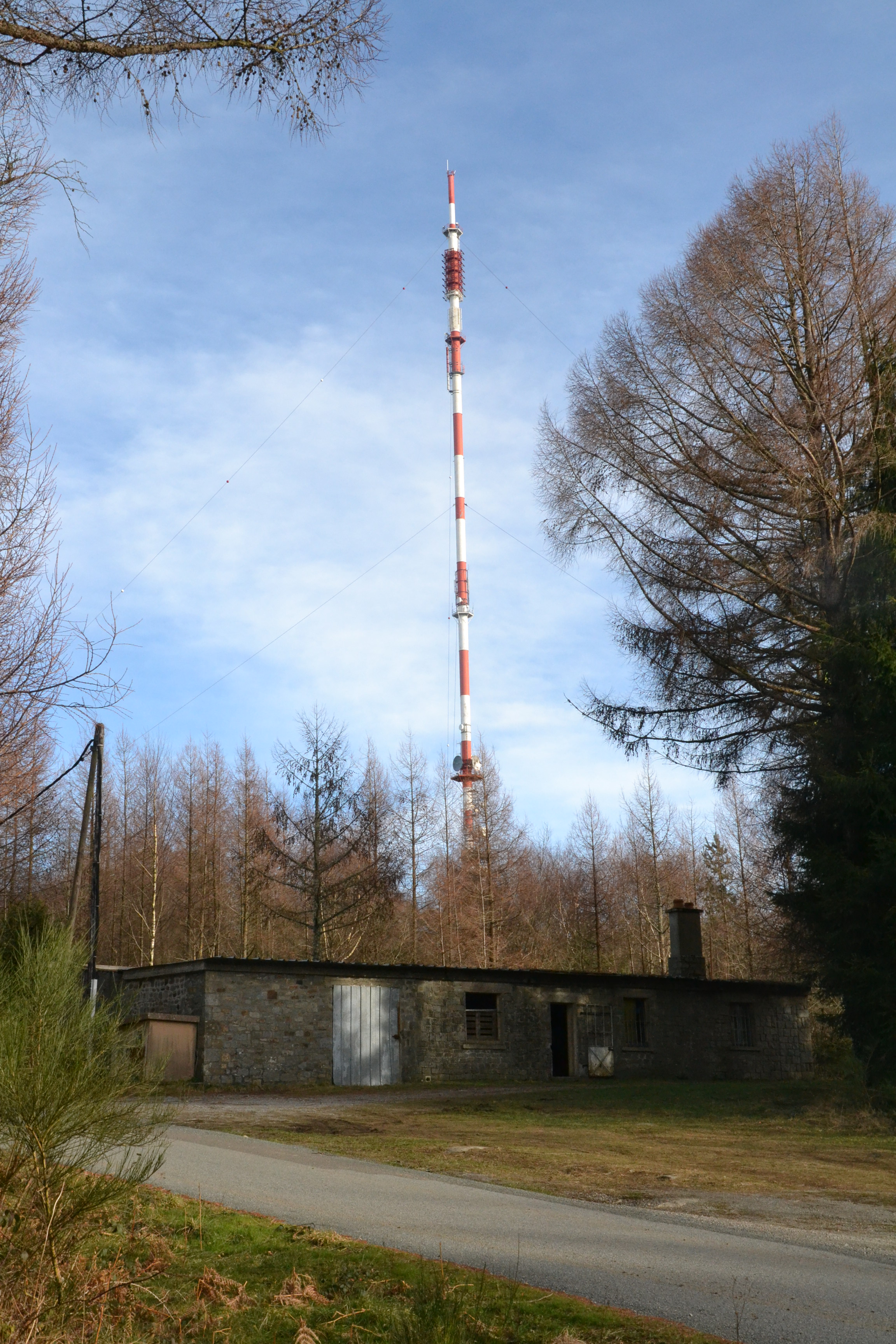
Photographie de l'émétteur du Maupuy, Saint-Léger-le-Guérétois, France.

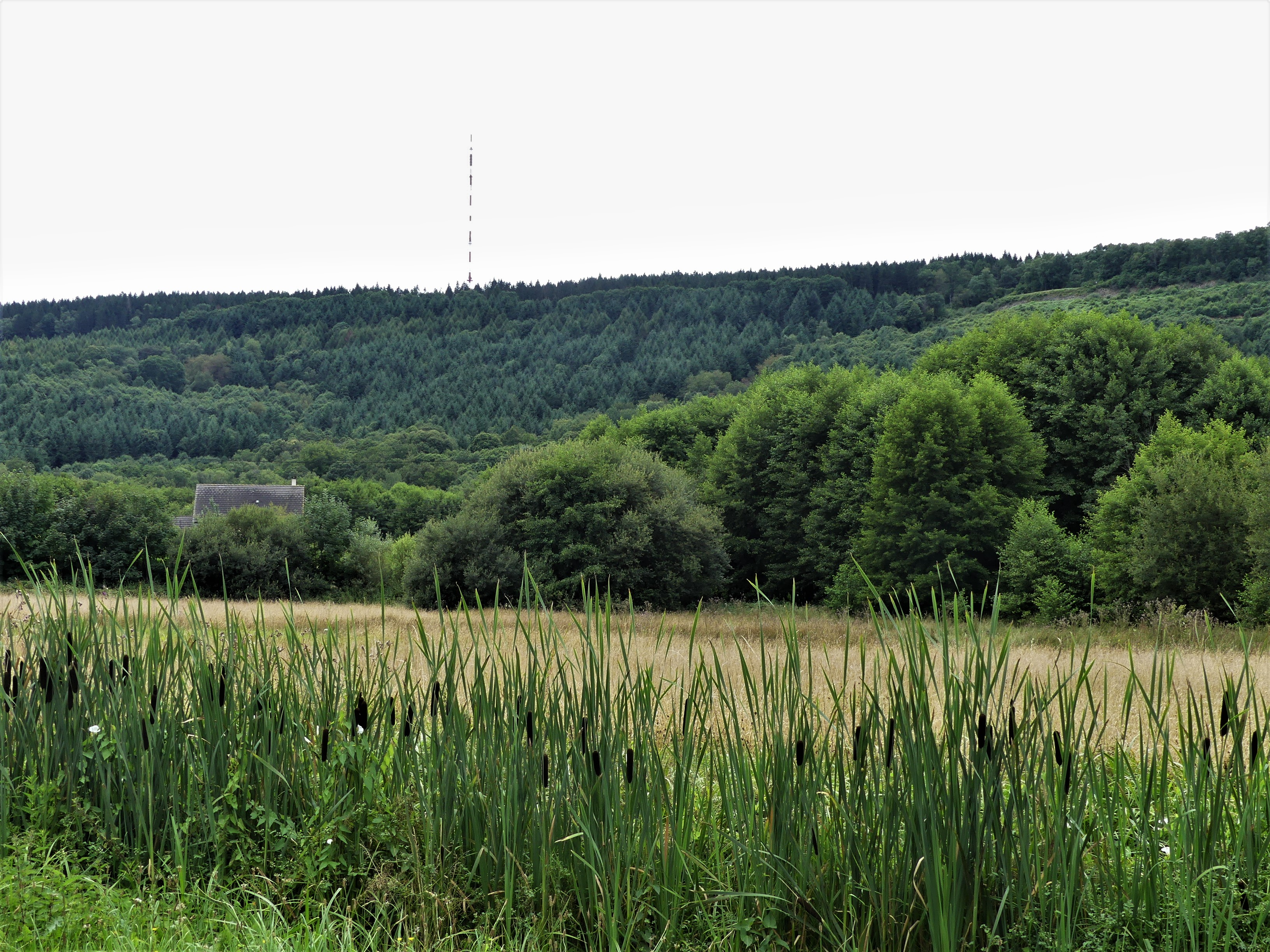
L'émetteur du Maupuy, au-dessus de la forêt de Chabrières.

Haut de 200 mètres, le pylône haubané se charge de la TNT, la FM, le DAB+, la téléphonie mobile, les communications mobiles privées (PMR), le haut débit et les faisceaux hertziens.

### Télévision

#### TNT
| LCN               | Chaîne                                                       | Multiplex | Canal | Puissance (PAR) | Diffuseur |
| ----------------- | ------------------------------------------------------------ | --------- | ----- | --------------- | --------- |
| 2 3 4 16          | France 2 France 3 Limousin France 4 France Info              | R1        | 48H   | 6,5 kW          | TDF       |
| 12 13 14 17 18 19 | Gulli BFM TV CNews CStar T18 NOVO19                          | R2        | 31H   | 3,8 kW          | TDF       |
| 5 6 7 9 22 26     | France 5 M6 Arte W9 6ter Paris Première                      | R4        | 34H   | 6,5 kW          | TDF       |
| 1 8 10 11 15      | TF1 LCP TMC TFX LCI                                          | R6        | 45H   | 6,5 kW          | TDF       |
| 20 21 23 24 25    | TF1 Séries Films L'Équipe RMC Story RMC Découverte Chérie 25 | R7        | 39H   | 6,5 kW          | TDF       |
| 52                | France 2 UHD                                                 | R9        | 33H   | 6kW             | TDF       |

### FM
Le pylône haubané diffuse 9 stations de radios dont 4 avec une grande puissance afin de profiter en plus d'une couverture départementale et le pylône autostable diffuse, uniquement, 8 stations de radio pour l'agglomération guérétoise.
| Fréquence | Radio                      | Code RDS (PS)      |
| --------- | -------------------------- | ------------------ |
| 88.3      | Radio Espérance            | ESPERANC           |
| 88.8      | Alouette                   | ALOUETTE           |
| 90.8      | France Musique             | _MUSIQUE           |
| 91.2      | Fun Radio                  | ___FUN__           |
| 92.7      | RTL2                       | __RTL2__           |
| 93.2      | M Radio                    | M_RADIO_           |
| 93.9      | RFM                        | _RFM____           |
| 94.3      | ici Creuse                 | ICICREUS           |
| 95.8      | RCF Limousin               | _RCF87__           |
| 96.5      | Radio Pays de Guéret (RPG) | _R.P.G__ /__96.5__ |
| 96.9      | Nostalgie                  | __NOSTALGI         |
| 97.7      | Flash FM                   | FLASH_FM           |
| 98.8      | France Culture             | _CULTURE           |
| 99.8      | NRJ                        | __NRJ___           |
| 100.2     | Europe 2                   | EUROPE 2           |
| 100.7     | France Inter               | __INTER_           |
| 101.5     | RTL                        | ___RTL__           |
| 102.3     | Skyrock                    | SKYROCK_           |
| 102.9     | Europe 1                   | EUROPE 1           |
| 103.8     | Rire & Chansons            | _RIRE_&_           |
| 105.5     | France Info                | __INFO__           |
| 106.4     | RMC                        | _RMC____           |

### DAB+
Les multiplex «Guéret étendu» et «Guéret local» seront lancés à partir vers 2027, soit une période de deux années consécutives.

### Téléphonie mobile
Haut de 200 mètres, le pylône haubané accueille des relais pour les opérateurs Orange et Free.
| Opérateur | 2G  | 3G  | 4G  | FH  |
| --------- | --- | --- | --- | --- |
| Orange    | Oui | Oui | Non | Oui |
| Free      | Non | Oui | Oui | Oui |

### Autres transmissions

#### Depuis le pylône haubané
- PMR
- TDF : faisceau hertzien
- SFR

#### Depuis le pylône autostable
- Axione Limousin[8] : Faisceau hertzien / BLR de 3 GHz.
- E*Message (opérateur de radiomessagerie) : RMU-POCSAG